# Broce
Broce je vesnice v opčině Ston v Chorvatsku v Dubrovnicko-neretvanské župě. V roce 2011 zde žilo 87 obyvatel.

## Poloha
Vesnice je situována 3 km jihovýchodně od Stonu při pobřeží poloostrova Pelješac. Obyvatelé se věnují cestovnímu ruchu, rybolovu a zemědělství